# Uscita di sicurezza (Marco Masini)
Uscita di sicurezza è un album del cantante italiano Marco Masini, pubblicato nel 2001.
Per realizzare il disco l'interprete riprende la collaborazione col produttore-autore di canzoni Giancarlo Bigazzi, che era stata interrotta con l'album antologia L'amore sia con te e verrà nuovamente interrotta.
La musica dell'album è rockeggiante, in uno stile nettamente diverso dal precedente.
Nei testi torna il tema della rabbia, già presente nell'ultimo lavoro con Bigazzi, e ripreso come filo di un discorso mai interrotto.
La canzone E chi se ne frega è una cover di Nothing Else Matters dei Metallica.

## Tracce
1. La danza della ragione – 4:35
2. Errori – 3:47
3. Lasciaminonmilasciare – 4:58
4. Il bellissimo mestiere – 4:33
5. Vai male a scuola – 4:32
6. E chi se ne frega – 4:00
7. La clessidra – 4:28
8. Trappole – 3:53
9. Vivere liberamente – 3:56
10. Figlio della polvere – 4:05
11. Ci vediamo – 4:14
12. Sant'Elena – 3:17
13. L'ultima birra – 3:18
14. Il gusto di esistere – 4:55

## Formazione
- Marco Masini – voce, pianoforte, organo Hammond, tastiera
- Massimiliano Agati – chitarra, cori, programmazione, batteria
- Marco Falagiani – basso, cori, tastiera, pianoforte
- Franco Nardi – chitarra
- Massimo Barbieri – programmazione
- Paolo Amulfi – chitarra
- Nicola Contini – basso
- Luca Nesti – programmazione
- Giacomo Castellano – chitarra
- Moreno Raspanti – armonica
- Laura Landi, Aleandro Baldi, Ginevra Contini, Carlotta Palermo, Francesca Balestracci, Michela Resi, Claudio Fiori, Massimo Rastrelli – cori

## Classifiche
| Classifica (2001) | Posizione massima |
| ----------------- | ----------------- |
| Italia            | 18                |